# This Masquerade
This Masquerade is een nummer van de Amerikaanse zanger Leon Russell. Hij bracht het nummer in 1972 uit op de B-kant van de single Tight Rope. 
In 1976 zette George Benson het op zijn album Breezin' en bracht het uit als single. Het nummer behaalde een hoogste positie van 10 op de Billboard Hot 100.
Het nummer is tevens op plaat gezet door onder andere Kenny Rogers, Shirley Bassey en The Carpenters.